# Internet Low Bit Rate Codec
Internet Low Bitrate Codec (iLBC)  è un codec open source libero da royalty, sviluppato dalla Global IP Solutions (GIPS), ex Global IP Sound (acquisita da Google nel 2011).
Fu, in passato, licenziata come freeware e con un uso commerciale limitato, ma dal 2011 è disponibile sotto licenza BSD come facente parte del progetto WebRTC. È disponibile per applicazioni VoIP, audio streaming, archivio e messaggistica.
L'algoritmo è una versione di codifica predittiva lineare indipendente dal blocco, con la scelta di una lunghezza di frame tra i 20 e i 30 millisecondi. I blocchi codificati devono essere incapsulati in un protocollo adatto per il trasporto, di solito il Real-time Transport Protocol.